# Félix Vidal Celis
Félix Vidal Celis Zabala (* 21. August 1982) ist ein ehemaliger spanischer Radrennfahrer.

## Karriere
Félix Vidal Celis gewann 2002 eine Etappe beim Circuito Montañés und damit seinen ersten internationalen Wettbewerb. Diesen Erfolg konnte er im Jahr 2006 wiederholen. Außerdem konnte er 2004 einen Abschnitt Bira-Etappenrennens und 2011 zwei Etappen bei Jelajah Malaysia gewinnen. Im Jahr 2010 fuhr er für das UCI ProTeam Footon-Servetto, konnte aber keine besonderen Ergebnisse erzielen.

## Erfolge
2002
- eine Etappe Circuito Montañés

2004
- eine Etappe Bira

2006
- eine Etappe Circuito Montañés

2011
- zwei Etappen Jelajah Malaysia

## Teams
- 2005 Orbea
- 2006 Orbea
- 2008 Barbot-Siper
- 2009 Barbot-Siper
- 2010 Footon-Servetto
- 2011 LeTua Cycling Team
- 2012 Azad University Cross Team
- 2013 RTS-Santic Racing Team (bis 1. April)